# Bulbophyllum uniflorum
Bulbophyllum uniflorum es una especie de orquídea epifita  originaria de Borneo.

## Descripción
Es una orquídea de pequeño tamaño, con hábitos de epifita y ocasionalmente terrestre que tiene pseudobulbos esbeltos, erguidos, cilíndricos y ligeramente aplanados, que llevan una sola hoja, apical, oblonga, coriácea y peciolada. Florece en la primavera y el verano en una inflorescencia erecta de 12,5 cm de largo con vainas visibles, dando lugar a una sola flor, de mal olor, aunque a veces agradables, carnosas,  que no se abren completamente.

## Distribución y hábitat
Se encuentra en Sumatra, Java, Borneo y Filipinas en las colinas y los bosques montanos bajos o densos bosques ribereños en las elevaciones de 600 a 1.800 metros.  

## Taxonomía
Bulbophyllum reticulatum fue descrita por (Blume) Hassk. y publicado en Catalogus Plantarum in Horto Botanico Bogoriensi Cultarum Alter 39. 1858.
Etimología
Bulbophyllum: nombre genérico que se refiere a la forma de las hojas que es bulbosa.
uniflorum: epíteto latíno que significa "con una flor".
Sinonimia
- Bulbophyllum galbinum Ridl.
- Bulbophyllum hewittii Ridl.
- Bulbophyllum reinwardtii (Lindl.) Rchb.f.
- Bulbophyllum sociale Rolfe
- Cirrhopetalum compressum Lindl.
- Ephippium uniflorum Blume
- Phyllorchis reinwardtii (Rchb. f.) Kuntze
- Phyllorkis reinwardtii (Lindl.) Kuntze
- Phyllorkis uniflora (Blume) Kuntze
- Sarcopodium reinwardtii Lindl.[4][5]